# Brod u Stříbra
Brod u Stříbra je vesnice, část města Kladruby v okrese Tachov v Plzeňském kraji. Nachází se asi pět kilometrů jihozápadně od Kladrub. Je zde evidováno 73 adres. V roce 2011 zde trvale žilo 56 obyvatel.
Brod u Stříbra je také název katastrálního území o rozloze 8,55 km².

## Historie
První písemná zmínka o vesnici pochází z roku 1239.

## Obyvatelstvo
| Rok            | 1869 | 1880 | 1890 | 1900 | 1910 | 1921 | 1930 | 1950 | 1961 | 1970 | 1980 | 1991 | 2001 | 2011 | 2021 |
| -------------- | ---- | ---- | ---- | ---- | ---- | ---- | ---- | ---- | ---- | ---- | ---- | ---- | ---- | ---- | ---- |
| Počet obyvatel | 303  | 269  | 275  | 288  | 287  | 302  | 244  | 138  | 115  | 131  | 97   | 93   | 80   | 56   | 67   |
| Počet domů     | 43   | 45   | 47   | 50   | 49   | 49   | 51   | 46   | 43   | 25   | 21   | 24   | 22   | 28   | 30   |

## Obecní správa
Při sčítání lidu v letech 1850–1976 Brod u Stříbra byl samostatnou obcí, se kterým patřil nejprve do okresu Stříbro, ale od roku 1960 v okrese Tachov. Od 30. dubna 1976 je částí města Kladruby v okrese Tachov.

## Pamětihodnosti
- Kaple svaté Barbory

## Další fotografie

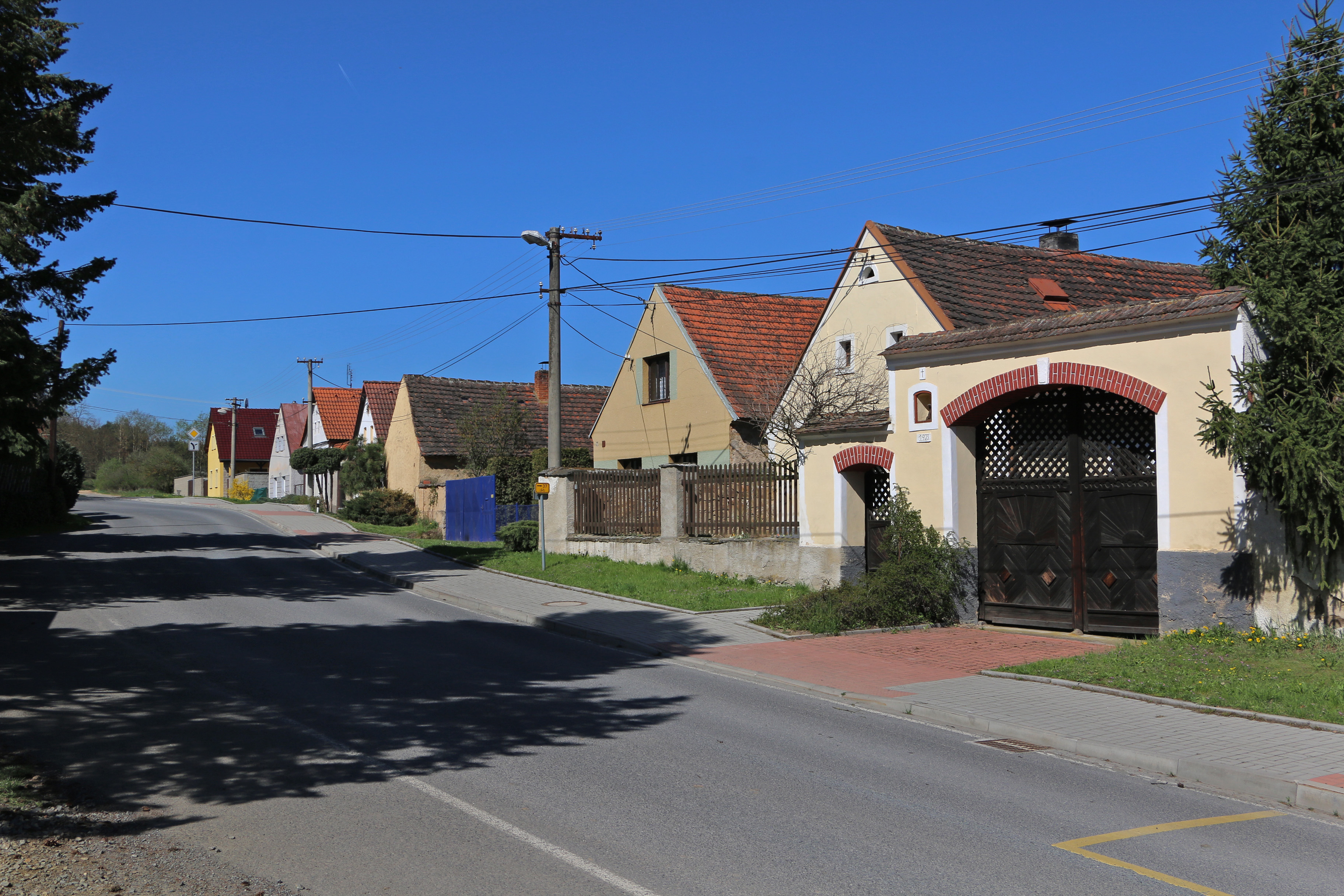
Jižní část vesnice
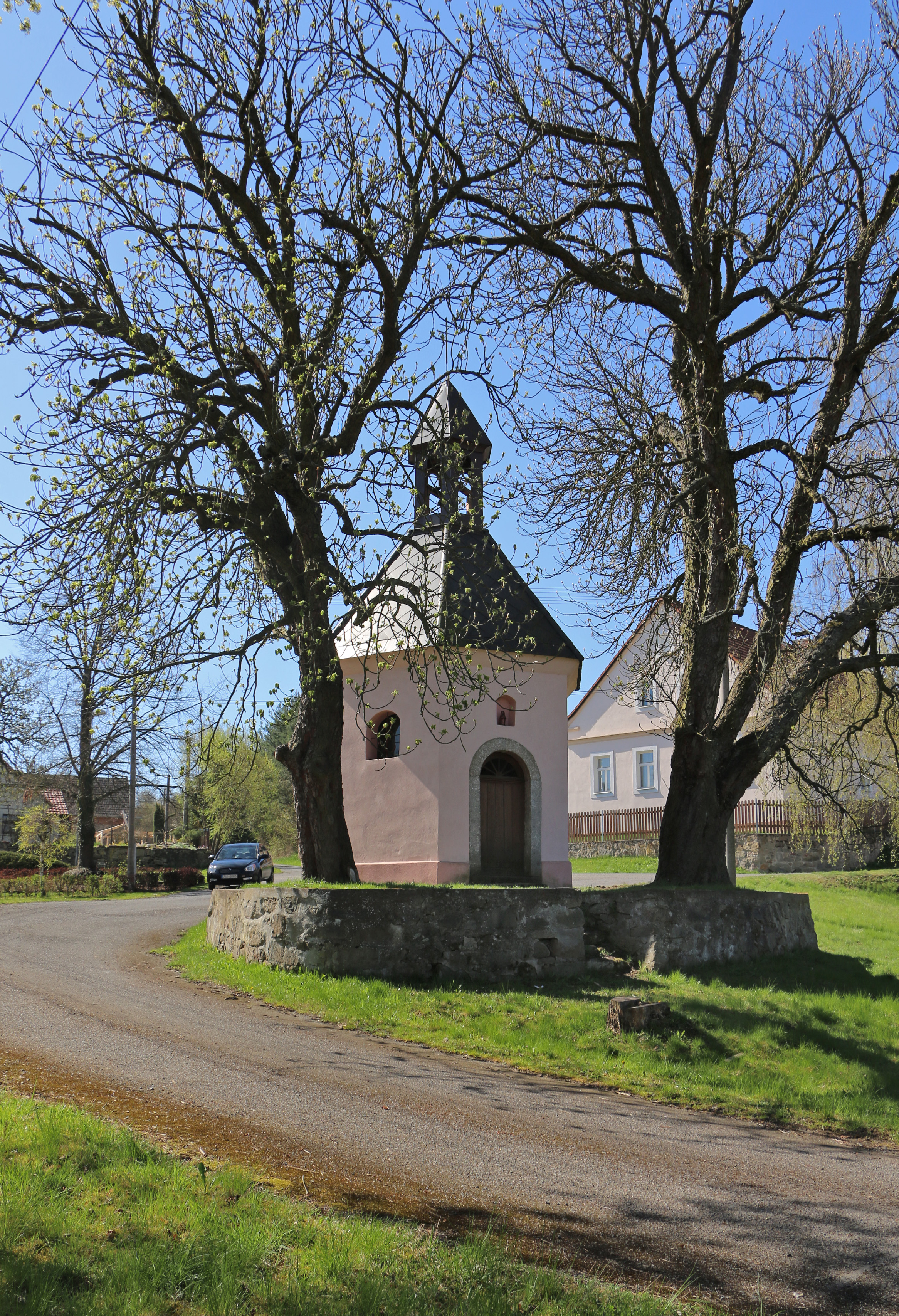
Kaple svaté Barbory
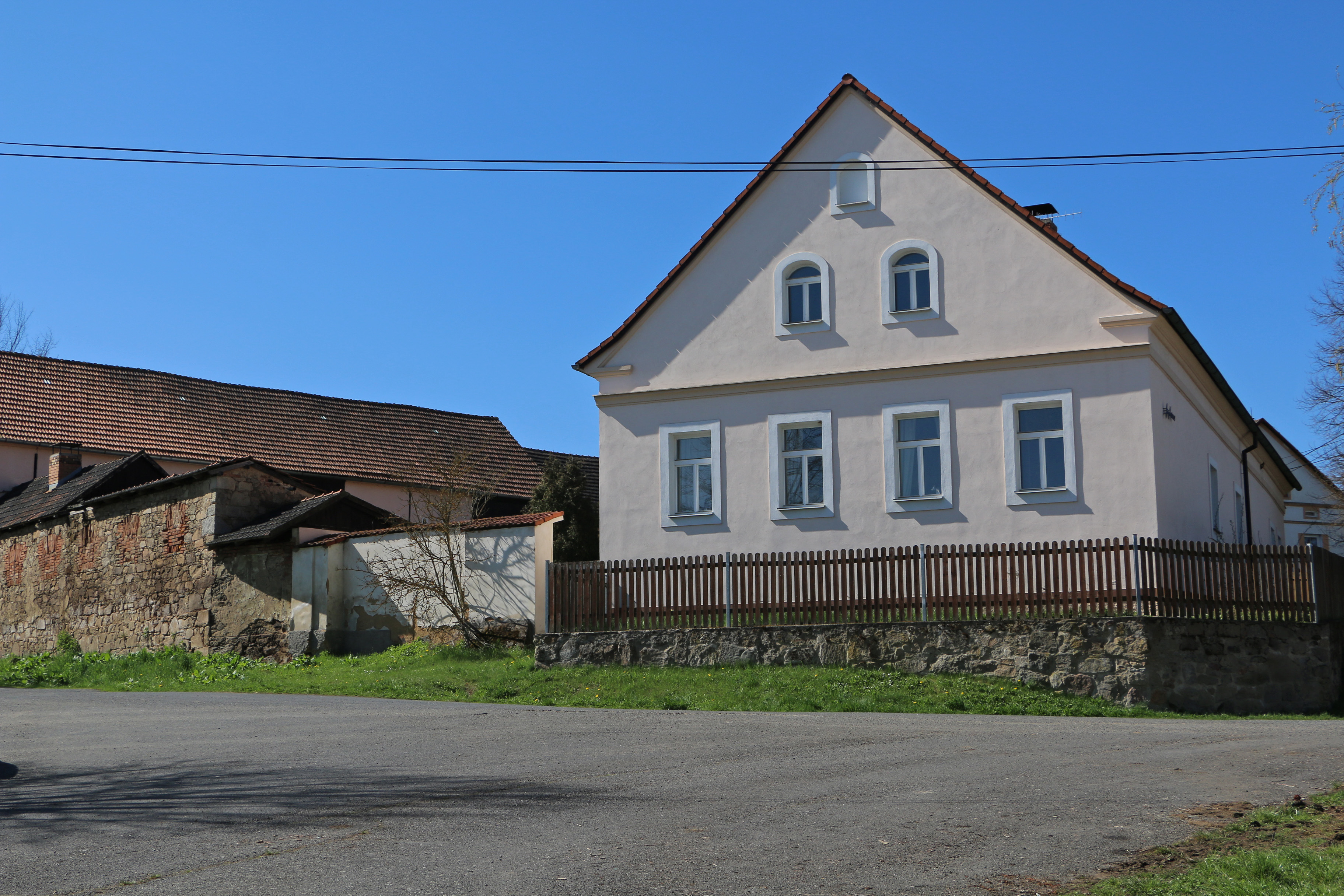
Jižní část návsi